# Róma története
Róma története az alapítástól napjainkig, több mint 27 évszázadon keresztül.

## Eredetmonda
A legenda szerint a várost a rómaiak hadistenének, Marsnak a fiai, Romulus és Remus alapította.
A monda története a következő:

„Egy nap Silvia, a király nővére épp kisétált almáért egy közeli erdőbe, amikor hirtelen nagyon álmos lett, lefeküdt egy fa tövébe, és elaludt. Azt álmodta, hogy egy egészséges ikerpárt fog szülni. Azt azonban nem sejtette, hogy amíg ő aludt, addig Mars isten megszerette őt, és „megtermékenyítette”. Kilenc hónappal később megszülettek az ikrek, de Silvia öccse azt a jóslatot hallotta, hogy az egyik gyerek az ikerpár közül veszélyes lehet az ő uralmára, így amikor Silvia nem volt otthon, akkor a király megparancsolta szolgáinak, hogy vessék a Tiberisbe a kicsiket.

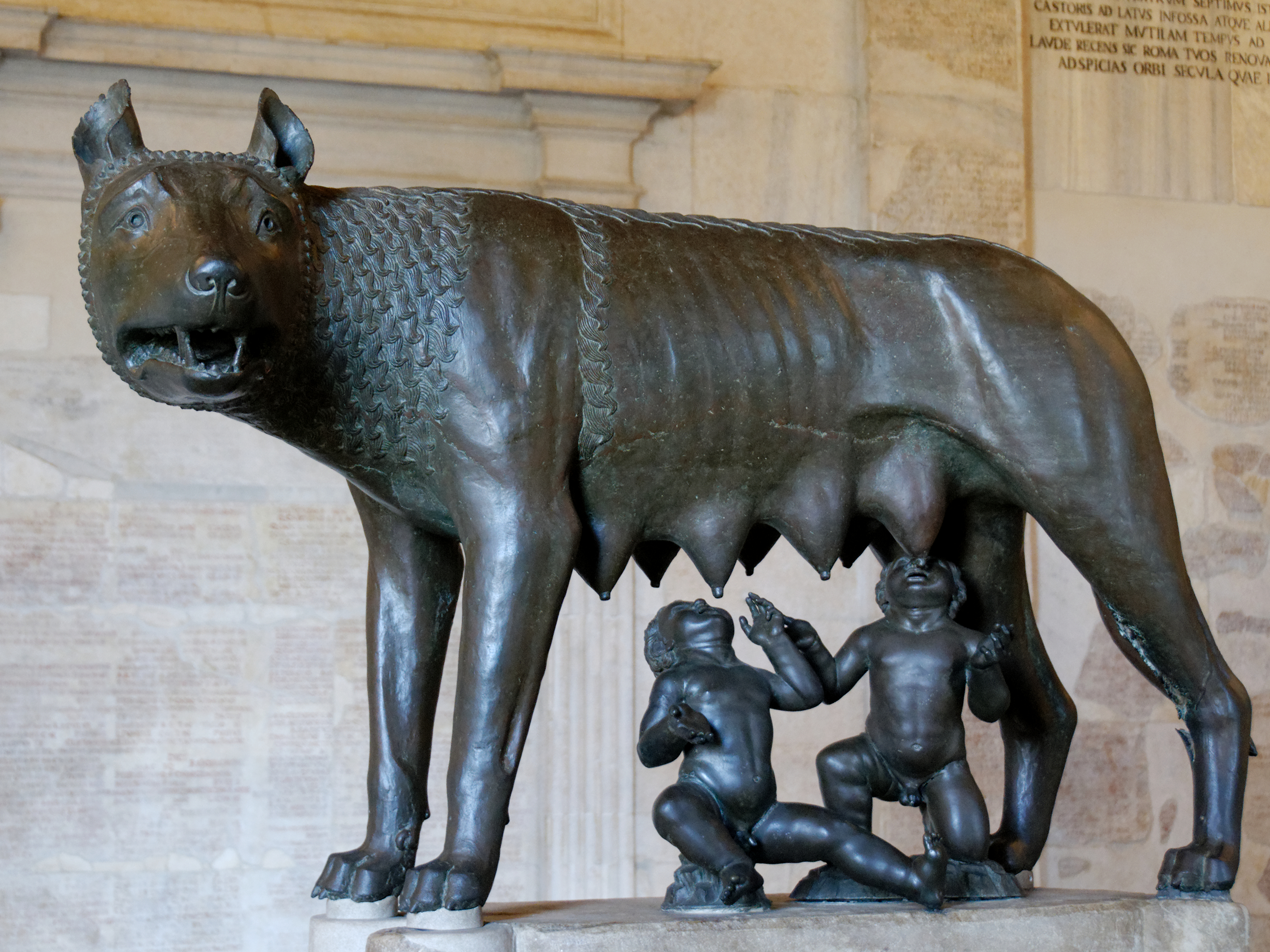
A capitoliumi farkas

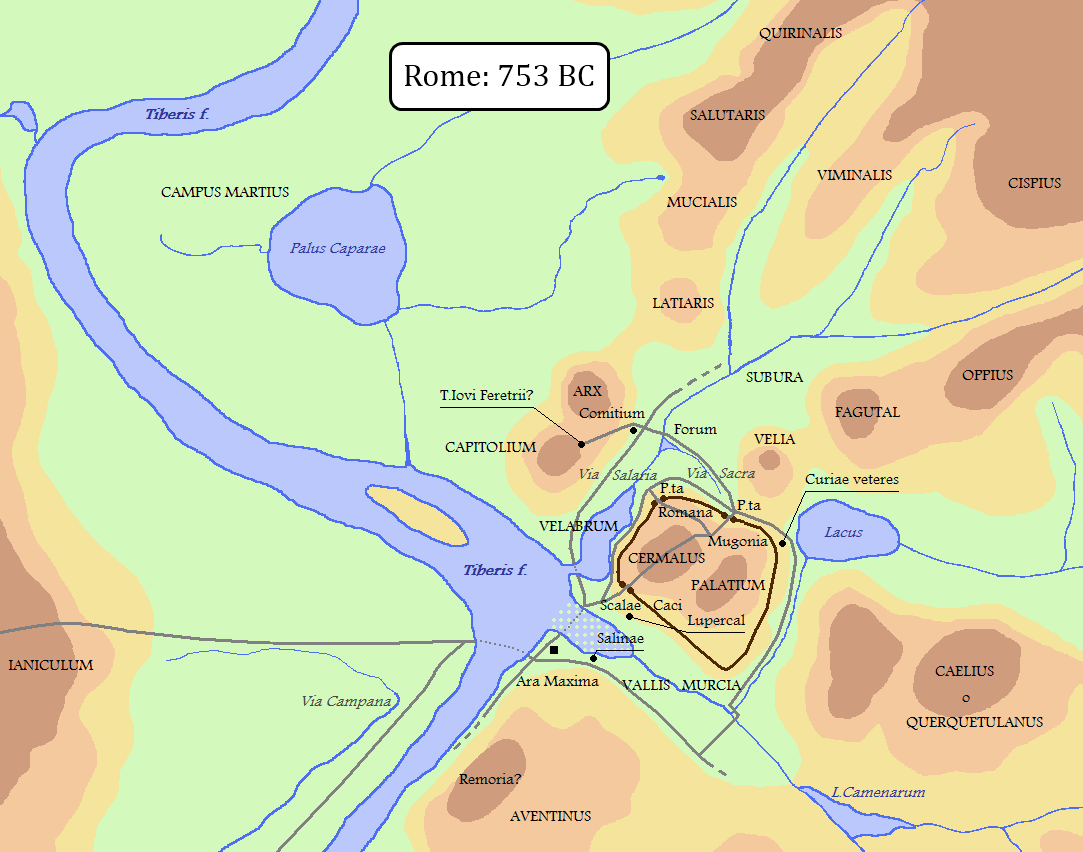
Róma a Kr. e. 8. században

De a szolgák megsajnálták a gyerekeket, ezért fontak egy kosarat, és abban letették a babákat a partra. Mivel többet nem tehettek a csecsemőkért, szomorúan visszaballagtak a palotába.
Nem sokkal később a partra jött egy nőstény farkas (mely Mars isten küldöttje volt), és elvitte magával a gyerekeket, hogy saját kölykeivel együtt felnevelje őket. Amikor a gyermekek felnőttek, akkor elhagyták a farkast, és elkezdték elindítani „királyi karrierjüket”. Romulus elkezdte építeni vára falait, de megparancsolta szolgáinak, hogy aki át meri ugrani az (akkor még csak pár ujjnyi) falat, azt öljék meg.
Remus (nem sejtvén, hogy testvére ilyet parancsolt) átugorta a falat, s így szólt: „Ez lenne az a híres fal, amely megvéd majd titeket a gonosz istenektől?” Az egyik szolga a parancshoz híven agyonverte Remust. Amikor ezt Romulus meglátta, keserves sírásra fakadt, s azt mondta: „Így merje majd ezek után valaki átugorni a király falát!””

Róma első királya Romulus volt, az utolsó Lucius Tarquinius Superbus. I. e. 510-ben elűzték Superbust, és kikiáltották a köztársaságot.

## Korai történelem
A korai Róma a hét halom latin, szabin és etruszk törzseinek településeiből alakult ki. Innen „ab Urbe condita”, a Város alapításától kelteződik minden az ókori Rómában.
A Kr. e. 6. század körül földművelő emberek lakták Rómát, de tartottak az idegen népek támadásától, ezért kibővítették az (akkor még) kicsiny falucskájukat, és falakkal vették körül. Aztán fokozatosan újabb építkezések vették kezdetüket a városban.

## A királyság kora

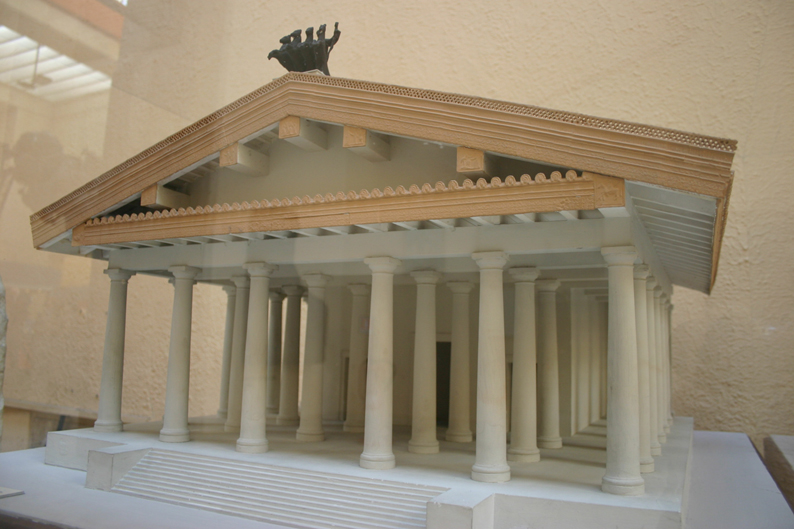
Iuppiter temploma Optimus Maximus Kr. e. 526–509

A város fejlődésének történetében Richter nyomán a köztársaság előtti időben négy korszakot különböztetünk meg: úgymint a palatinusi Róma, a Septimontium, a négy regio és a Servius kora:
- A palatinusi Róma: A történelmi hagyomány szerint a Romulus által alapított város a Palatinus dombon terült el, amelynek nyugati felét Cermalus vagy Germalus névvel illették. A város pomeriuma magába foglalta még a Palatinus északi lejtője előtt elterülő Velia nevű emelkedést is. E három részből álló város falainak maradványai ma is állnak a hegy nyugati sarkánál, a Lupercal táján, mely maga is mint Lupercus tiszteletének szent helye, az ősi városban az előtte álló ficus Ruminalisszal együtt azt a helyet is jelölte, ahol a kitett Romulus és Remus teknője fennakadt. Ezt a palatinusi várost szokták négyszögű alakjáról Roma quadrata névvel jelölni. Az ősi városnak három kapuját említik a római írók: a porta Mugoniát vagy Mugionist észak felől, az ismeretlen fekvésű porta Romanát vagy Romanulát nyugaton és a scalae Caci nevű lépcsőt délnyugat felől.
- A Septimontium: a palatinusi Róma három részén kívül magába foglalta még az Esquilinus domb három, Oppius, Cispius és Fagutal nevű részét és a Suburát. A Fagutal név, úgy látszik, az Oppius mons nyugati részének volt a neve; a Subura a későbbi időben a Viminalis, Oppius és Cispius közti völgyet jelentette, azonban itt a montes sorában áll. Hogy mikor egyesült ez a négy mons (hegy, itt városrész) az első hárommal, nem tudni. Valószínű, hogy olyan szabályszerű erődítése, mint a Róma quadratának, a Septimontiumnak nem volt, pomeriumáról sem lehet tudni, de élő emlékezete maradt a Septimontium ünnepében.
- A négy regio kora: a Septimontium területéhez hozzájárult a Caelius mons, a Viminalis collis, és a Quirinalis collis. A város területéhez a pomeriumon belül még hozzátartozott a Capitolinus mons kettős magaslata is, az Arx és a Capitolium, melyek azonban nem voltak beosztva egyik regióba sem. A négy regio neve: 1) regio Suburana, 2) regio Esquilina, 3) regio Collina, 4) regio Palatina. A város területe e regiók közt a következőképpen volt felosztva: az elsőhöz tartozott a Caelius mons, Ceroliensis és Subura (vagy Sucusa) nevű részeivel együtt, a másodikhoz az Oppius és a Cispius, a harmadikhoz a két collis, a Viminalis és a Quirinalis, a negyedikhez a Palatinus, a Cermalus és a Velia.
- Servius kora: tulajdonképpen az első történelmi korszak Róma város fejlődésében. Servius Tullius király nevéhez fűzi a római történelem a városnak azt a kibővítését, melynek határát a Servius-féle fal ( latinul murus Servii Tullii) jelöli; ennek vonalát maradványai nyomán csaknem teljes határozottsággal lehet megállapítani. A város területe, noha a pomerium változatlan marad, kibővült északkelet felé a Quirinalis a Viminalis, a Cispius és az Oppius mögötti (az utóbbi kettőnél a közös Esquilinus mons és Esquiliae néven nevezett) magaslattal, dél felé a már Ancus Martius alatt betelepített Aventinus mons területével, s az Aventinus és Capitolinus közötti Tiberis-partot kereken 400 m hosszúságban szintén a város belsejéhez kapcsolta a partokig épített fal. Mivel így a Tiberisen át vezető ősrégi pons Sublicius egyenesen a város belső területére vezet, az átkelés megakadályozására ez időben szállják meg a Janiculus mons (Janiculum) magaslatát különálló erődítéssel.

Tehát e négy időszakban keletkezett a Palatinus és Capitolinus között elterülő Forum és a mellette levő Comitium; az előbbinek eredetileg mocsaras területét a Tarquiniusoknak tulajdonított, ma is meglevő Cloaca Maxima, szárította ki és tette hasznavehető vásártérré; az utóbbi a gyűlések helye. A Capitolinushoz vezetett a Via Sacra. Éppen ilyen ősrégi útvonal a Nova via a Palatinus alján. Romulus tett fogadalmat a Juppiter Feretrius és a Juppiter Statoe templomainak építésére. Numa alapította a Regiát, Vesta templomát és ő építtette Janus templomát a Forumon. Tullus Hostilius építette a Comitiumon a Curia Hostiliát és vele hozzák kapcsolatba a Tullianumot. Ancus Martius alatt készült volna a pons Sublicius és a Juniculum erődítése. Ugyancsak ő alapította Ostia kikötőjét. Tarquinius Priscus vetette meg a Juppiter Optimus Maximus Capitolinus templomának valamint a Palatinus és az Aventinus közti völgyben (vallis Murica) a Circus Maximusnak az alapját. A cloacák, főleg a Cloaca Maxima építésével kiszárította a Capitolinus és a Palatinus közét, ahol a vásárterek (Forum Romanum, Forum Boarium) nyertek helyet, s hol a Velabrum is lakhatóvá vált. A Forum déli és északi oldalán alatta épültek azok a vásáros bódék, amelyekről a Forum déli sorát sub veteribus, az északit sub novis néven nevezték. Servius Tullius építette ki a város első falait, etruszk módra. Lucius Tarquinius Superbus fejezte be a capitoliumi Juppiter-templom építését, melyet a köztársaság első évében szenteltek fel. A királyok korából ismert még a Sacra vián és a Nova vián kívül néhány utca. I. e. 510-ben az utolsó etruszk király, Lucius Tarquinius Superbus elűzése után Róma köztársasággá alakult.

## A köztársaság kora

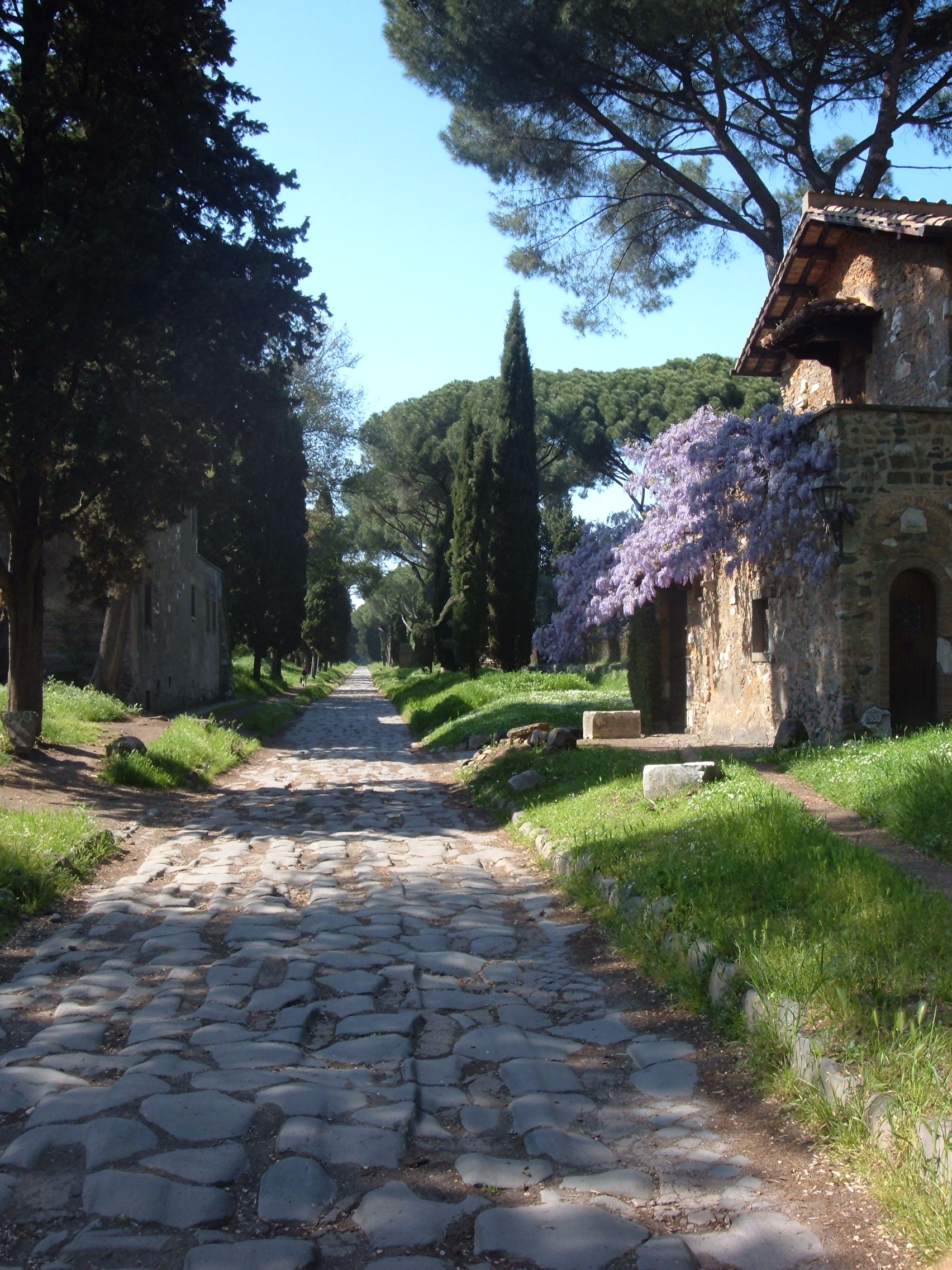
Via Appia

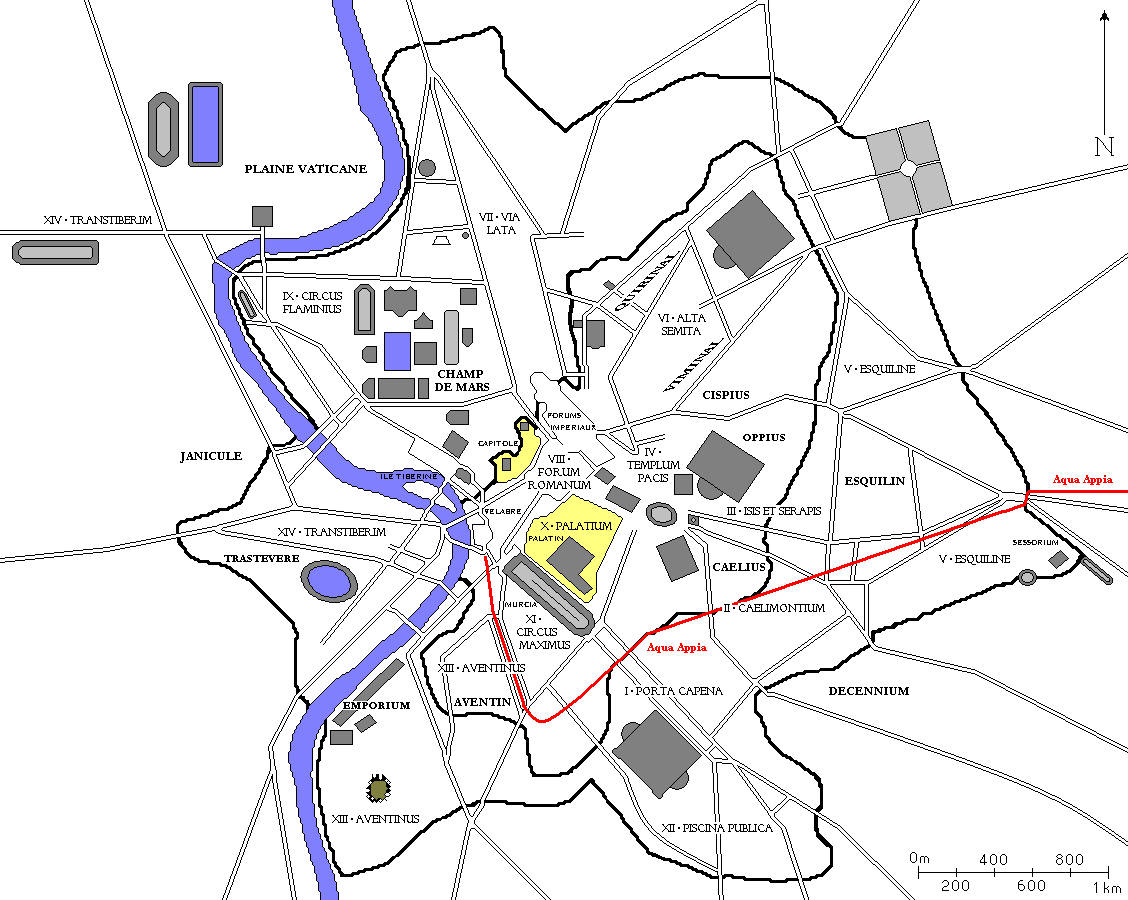
Az Aqua Appia vízvezeték (piros) az ókori Rómában

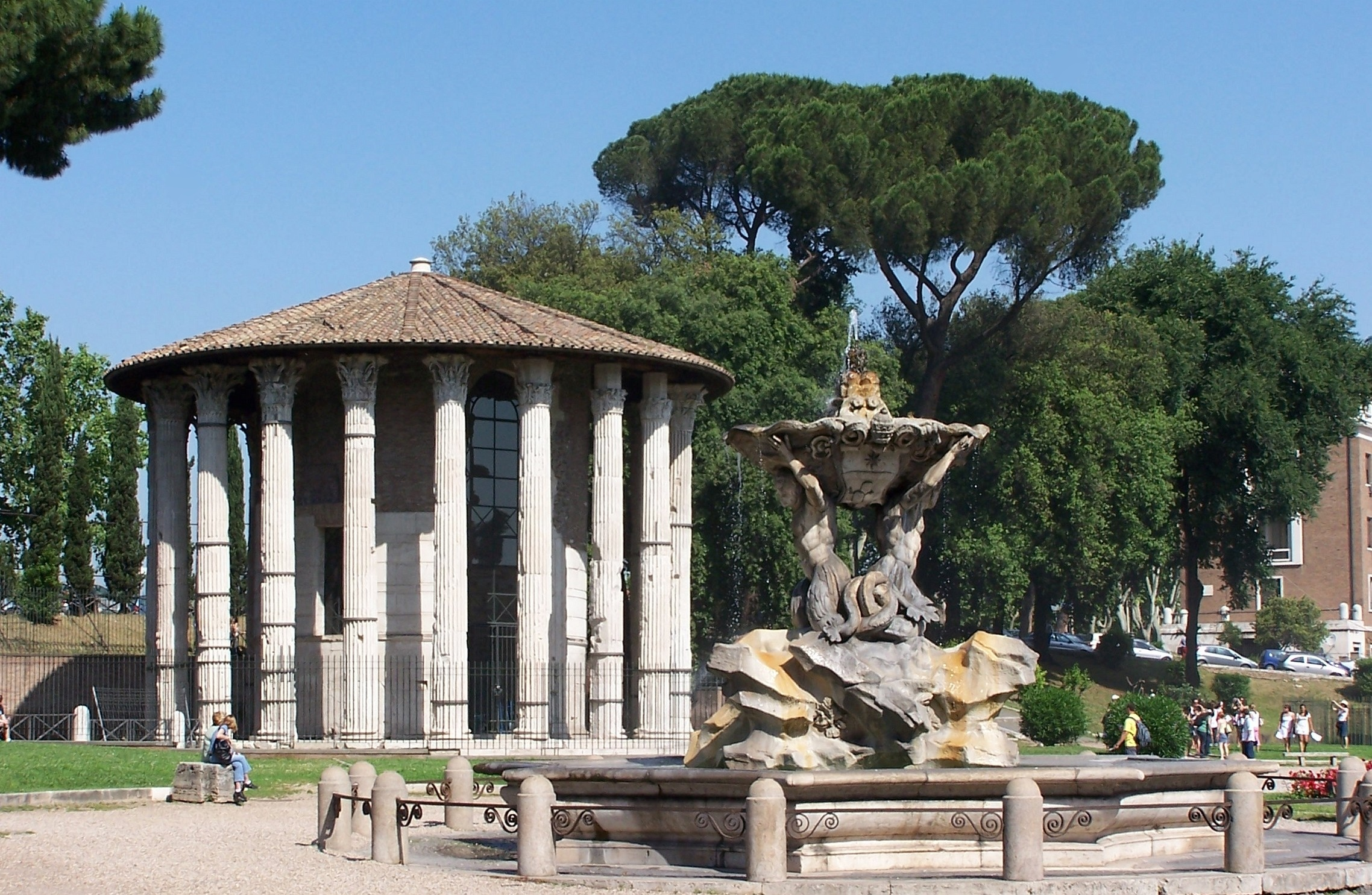
Győzedelmes Hercules temploma

A köztársaság korában lett Róma városból világbirodalomi központ, s politikai hatalma kiterjedésével maga a város is megnőtt. A pomeriumból már a Servius-féle fal építése idején kinőtt, most túlnőtt e falakon is. Sulla már elérkezettnek látta az időt a pomerium kiterjesztésére.
Legjelentősebb a Tiberis partjain volt a város kiterjedése. A zöldségpiac (Forum Holitorum) már régóta a falakon kívül helyezkedett el a porta Carmentalis előtt, a tengerről jövő hajók kikötője pedig az Emporium, a porta Trigemina előtt. Itt, az Aventinus, a Palatinus és a Capitolinus között nagyon sűrű lakosság élt; az első vízvezeték, az Aqua Appia, e városrészt látta el vízzel. A campus Martius déli részén, a Circus Flaminius a falakon kívül, de ugyancsak sűrűn lakott városrészben épült.
A falakon belül rendszertelenül össze-vissza épített házcsoportok között a keskeny, 4, legfeljebb 6-7 méter széles utcákat csak későn, a Kr. e. 3. évszázadban, kezdték kikövezni. A királyok korából ismeretes utcákon kívül az Alta Semita a Quirinalison a porta Collinához, a vicus Lengus a Quirinalis és a Viminalis közti völgyből ugyanoda, az Argiletum két folytatása, a vicus Patricius a porta Viminalishoz és a clivus Suburanus a Subura nevű városrészen át a porta Esquilinához vezetett. A Sacra via folytatásaképpen út vitt a porta Caelomontanához, ebből ágazott ki a vicus Capitis Africae a porta Querquetulana felé. Ugyancsak a Sacra viától indult dél felé a Palatinus és a Caelius közti völgyön a porta Capenához vezető út, amely a kaputól kezdve a via Appia nevet viselte; ebből ágazott el két út, a porta Naevia és a porta Raudusculana felé, mely utóbbihoz a Forum Boarium felől csatlakozott a clivus Publicius. A Tiberis túlsó partjára vezetett át, a vallásos tiszteletadásnak köszönhetően épen tartott, pons Sublicius mellett Kr. e. 179 óta a kőből épült pons Aemilius, melynek ma még álló két pillére ponte Rotto (= pons ruptus) nevet visel. A köztársaság alatt, Kr. előtt 62-ben épült a ma is álló pons Fabricius (Ponte quattro capi), s nem sokkal utána az 1886–89-ben átalakított pons Cestius (Ponte San Bartolomeo). Az átkelés védelmére a Janiculum eddigi őrsége helyett erősebb erődöt építettek.
A vízvezetékek közül a már fentebb említett Aqua Appián (Kr. e. 312) kívül a köztársaság idejéből való még az Anio vetus (Kr. e. 272), mely az Esquilinus számára, az Aqua Marcia (Kr. e. 144, Q. Marcius Rex praetor építette), amely a Capitolinus környéke számára, és az Aqua Tepula (Kr. e. 125), mely ugyanoda hozott vizet.
A köztársaság idejéből kevés építészeti emlék maradt, a köz- és magánépületek egyaránt megszenvedték a hosszas polgárháborúkat. A sok tűzvész, amelyek részint a köztársaság, részint a császárok korában pusztították a várost, ami felemésztette a köztársaság építkezéseit, s amit elemi csapás nem pusztított el, azt a császárok új építkezései alakították át vagy állottak helyükbe. Az etruszk stílusban, tufából épített és bevakolt falú és oszlopú templomok mellett néhány díszes palota (domus) lehetett csak a városban, s a város nagy része dísztelen volt. A köztársaság korának Rómájában a 9 km-nyi falon belül kb. 420–430 domus és 1368 bérház (insulina) állt.
A köztársaság korának második szakaszában (Kr. e. 300-100) érvényesül Róma földrajzi helyzetének másik nagy tényezője, Itália központi fekvése a Mediterráneumban. Itt kezdődik Róma világhatalmi szerepe, amikor egyrészt szorosabbra fűződik a kapcsolata a félsziget népeivel, másrészt uralma alá kerül a Földközi-tenger szinte egész medencéje. A város népessége már a köztársasági idők végén mintegy félmillióra nőtt, a császárság idején pedig félelmetes nagyságúvá duzzadt.
A hét halom serviusi falakkal körülvett területe zsúfolt, igazi világváros lett. A köztársaság vége felé 426 domus és 1386 bérház töltötte ki a mindössze 9 km kerületű falak közét. A nagy teret elfoglaló középületek és domusok miatt az insulák a legnagyobb zsúfoltságban szorongtak egymás hegyén-hátán. Többségükben favázas, vályogtéglás épületek, mégis néha már 6-8 emeletes magasak voltak. Szorosan egymáshoz tapadó nagy tömbjeiket keresztül-kasul hálózták a keskeny közök, átjárók; olyan zugutcák labirintusa volt ez, amelyekben még két öszvér is bajosan fért el egymás mellett.

## A császárság kora

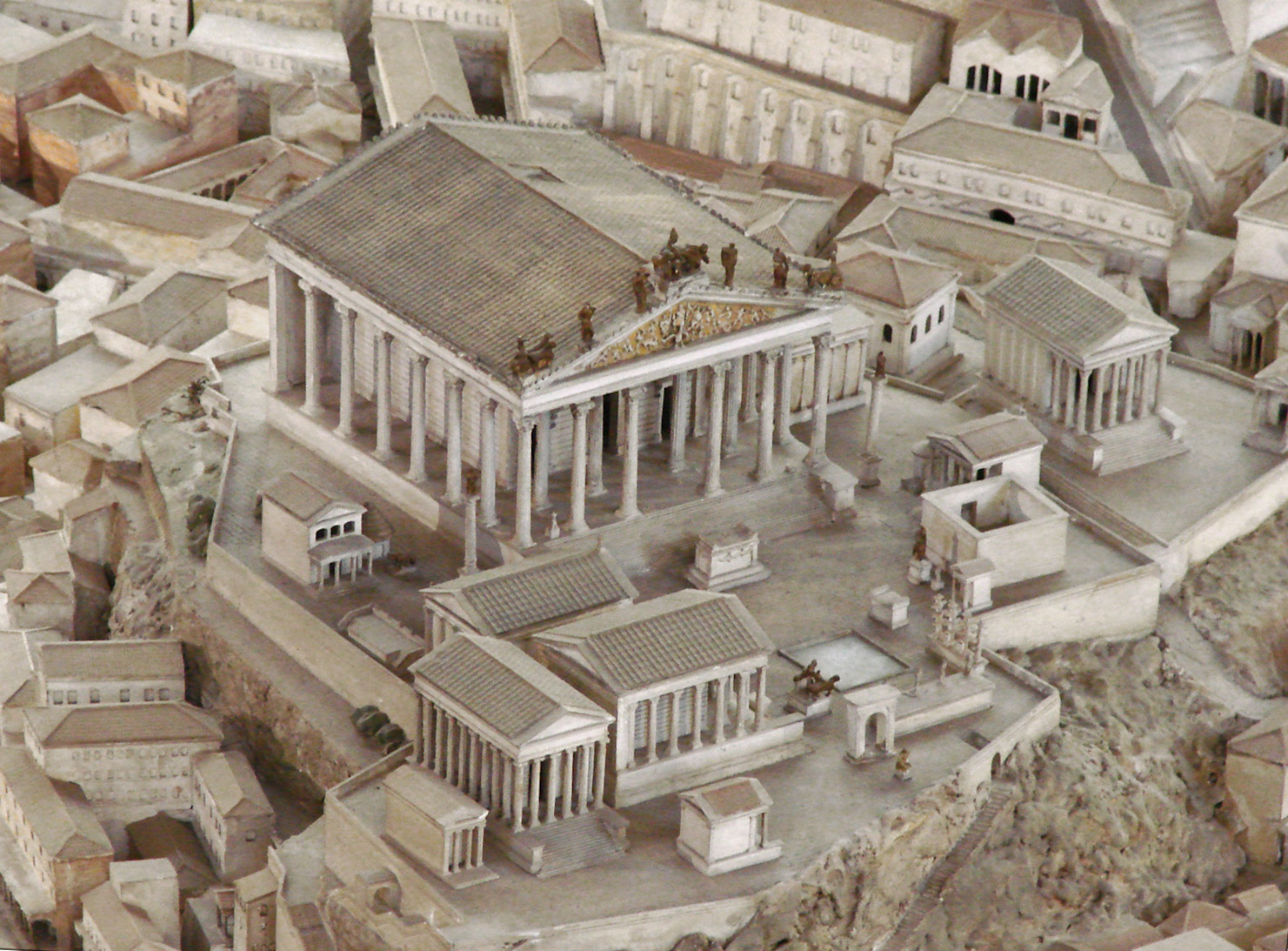
A Capitolinus császárkori rekonstrukciója Iuppiter templomával

Augustus császár volt az, aki a város külső képét egészen megváltoztatta, nemcsak a szervezés új beosztásával, hanem új építkezésekkel is. Ő és utódai a város külső képét nem csak fényes palotáikkal (a Palatinuson, ezért palatium = palota) és templomokkal, hanem főként óriási fürdők (thermae), vízvezetékek (aquae), porticusok és forumok építésével egészen újjáalakították.
A korábbi építkezések ellenére a város Augustusig rendetlen és dísztelen volt, házainak anyaga egyszerű tufa, csak nagy ritkán travertinkő; a templomok alacsonyak; toscanai (etruszk) stílusban épültek. Augustus uralma korszakot alkot nem csupán épületanyag, hanem ízlés dolgában is. Monumentális építkezései fölkeltették a versenyt közelállói és bizalmasai (Agrippa, Maecenas) körében is, és való igaz, amit mondott, hogy téglavárost vett át és márványból épültet hagyott utódaira. Az anyag az ő korában túlnyomóan márvány, amely a fényes travertint mind jobban kiszorította, bár az utóbbi azért mellékesen mindvégig tartotta magát.
Az építkezés hatósági ellenőrzés alá került és lassanként bizonyos tervszerűség állt be, melynek alapvetője már Julius Caesar volt, akinek építkezései a Forumból indultak ki.
Augustus császár reformokat vezetett be a városban közigazgatási tekintetben is. Kr. e. 7-ben Rómát 14 regióra osztotta. A Forum helyett immár a Palatinus domb lett a város központja.
Augustus arra hivatkozott végrendeletében, hogy 320 ezer személynek adott rendszeresen ingyen kenyeret. Hatalmas tömegszórakoztatói intézmények épültek, 10-20 ezer nézőt befogadó színházak, 60 ezer embernek helyet adó Colosseum, félmilliós tömegekre méretezett cirkuszok.
Azóta vált szállóigévé a „Panem et Circenes”, a kenyér és szórakozás.
A thermák (fürdők) másik jelige jegyében születtek: „Mens sana in corpore sano” – ép testben ép lélek.
Egész városrészek lettek ezek, óriási csarnokaikban nemcsak fürdők, hanem könyvtárak, társalgók, előadótermek, sporttelepek helyezkedtek el. A császári Róma igazi központjai, fórumai lettek, amelyeknek monumentális romjai évszázadokkal később (még ma is) lenyűgöző hatást keltenek.
A Pax Romana, a világbirodalom biztonságában élő város már Caesar és Augustus idején átlépte a régi falakat, amelyek a Capitolium és Quirinalis északi szegélyén húzódtak.

### Időszámításunk kezdetétől

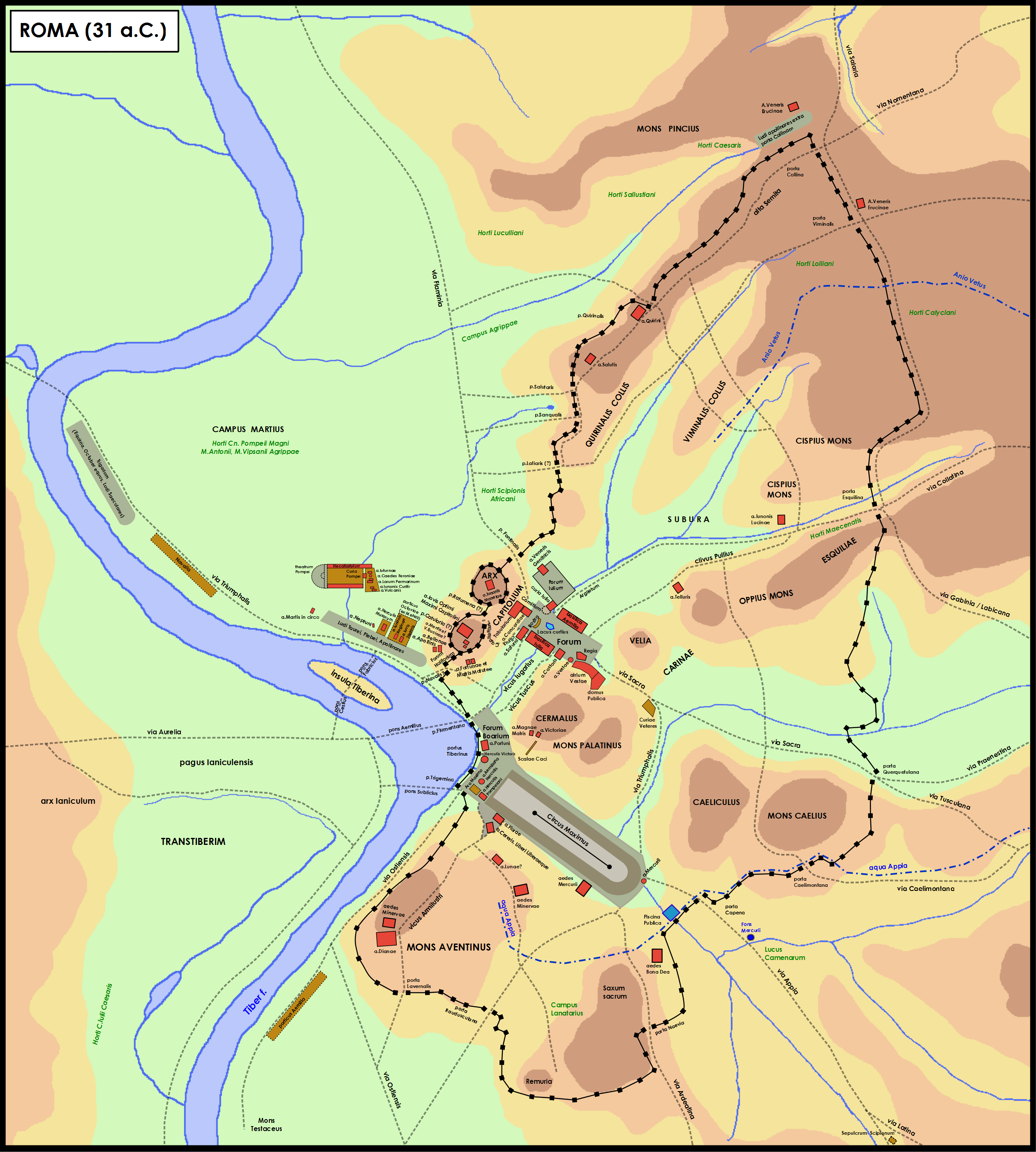
Az 1. századi Róma, 31 körül
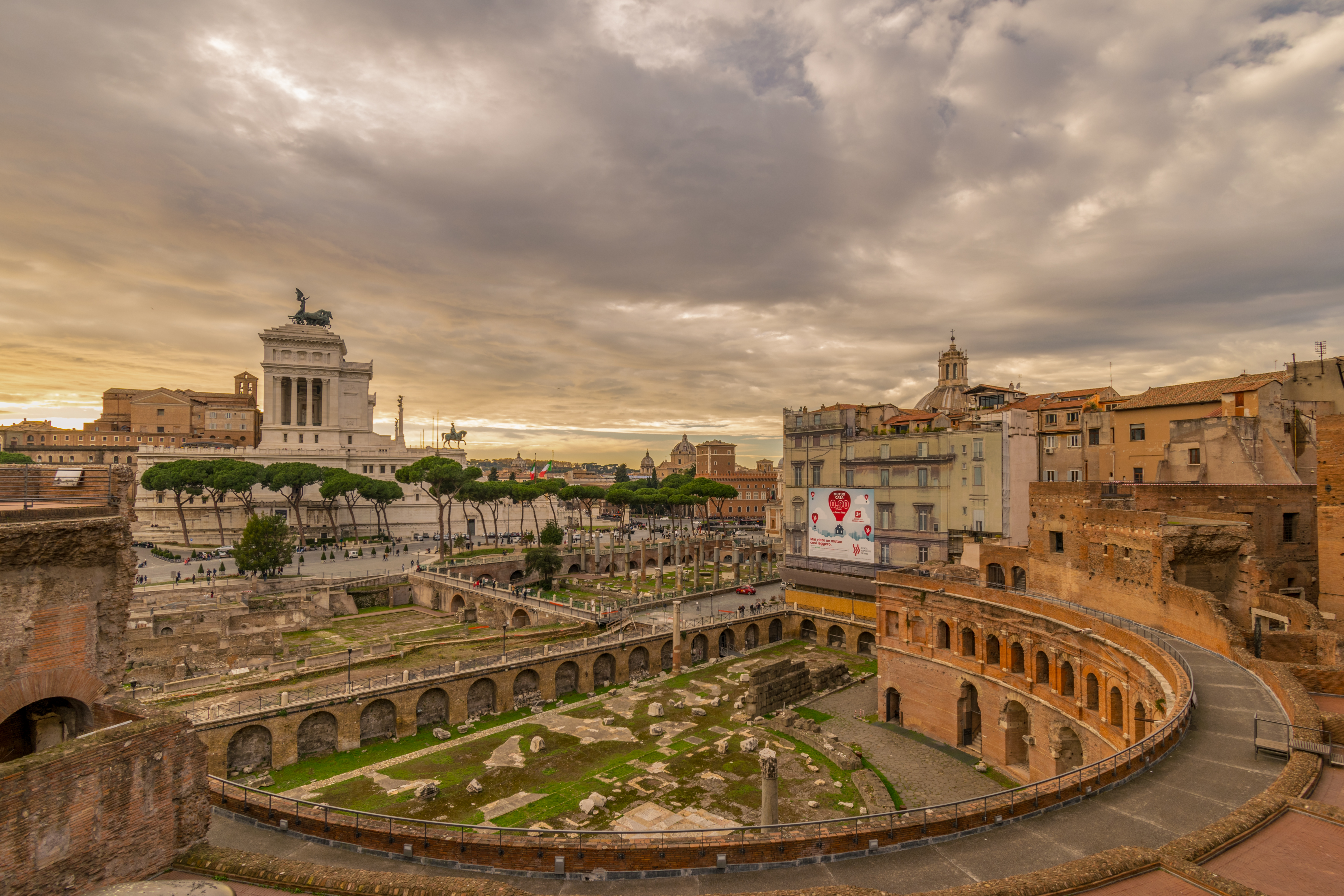
Mai kilátás Traianus fórumára
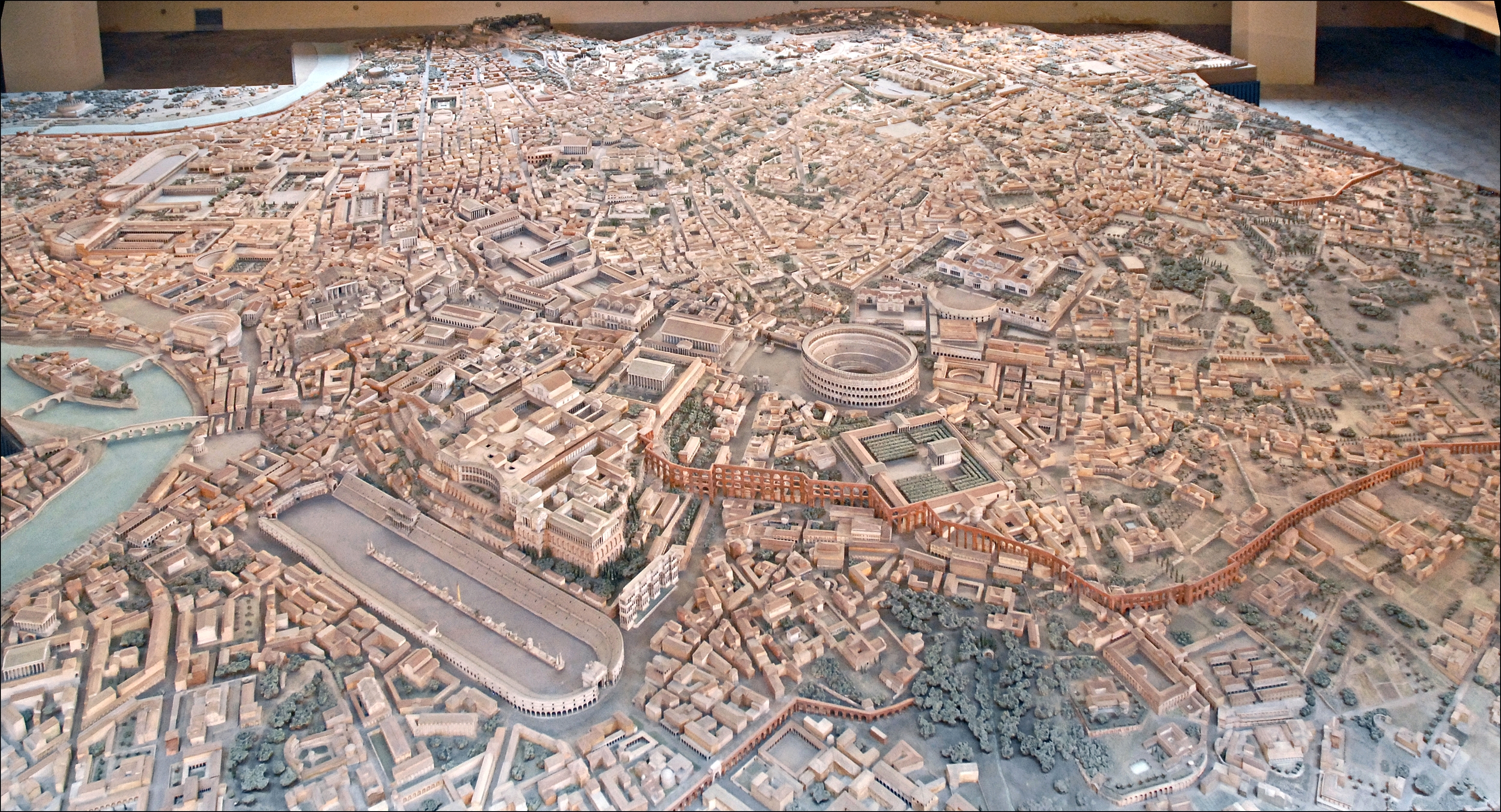
A császárkori Róma rekonstrukciója
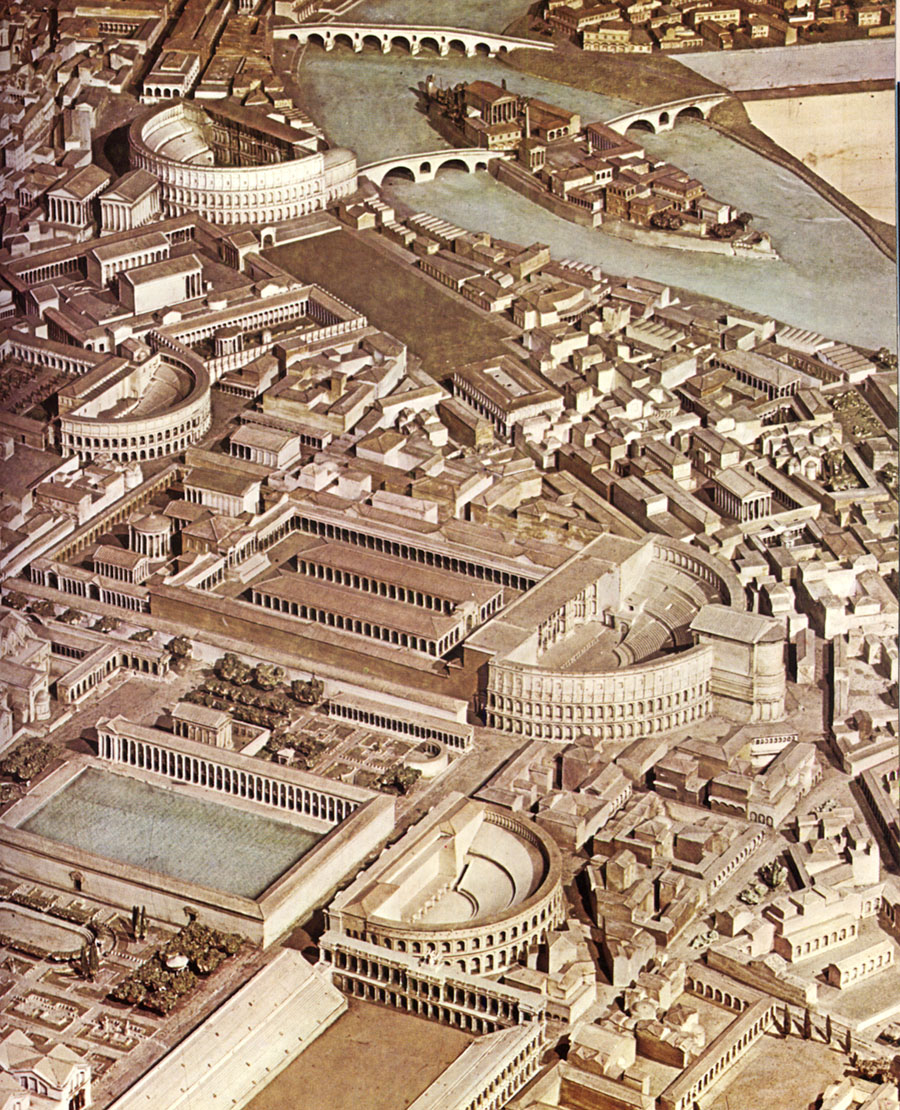
A Mars-mező modellje 300 körül
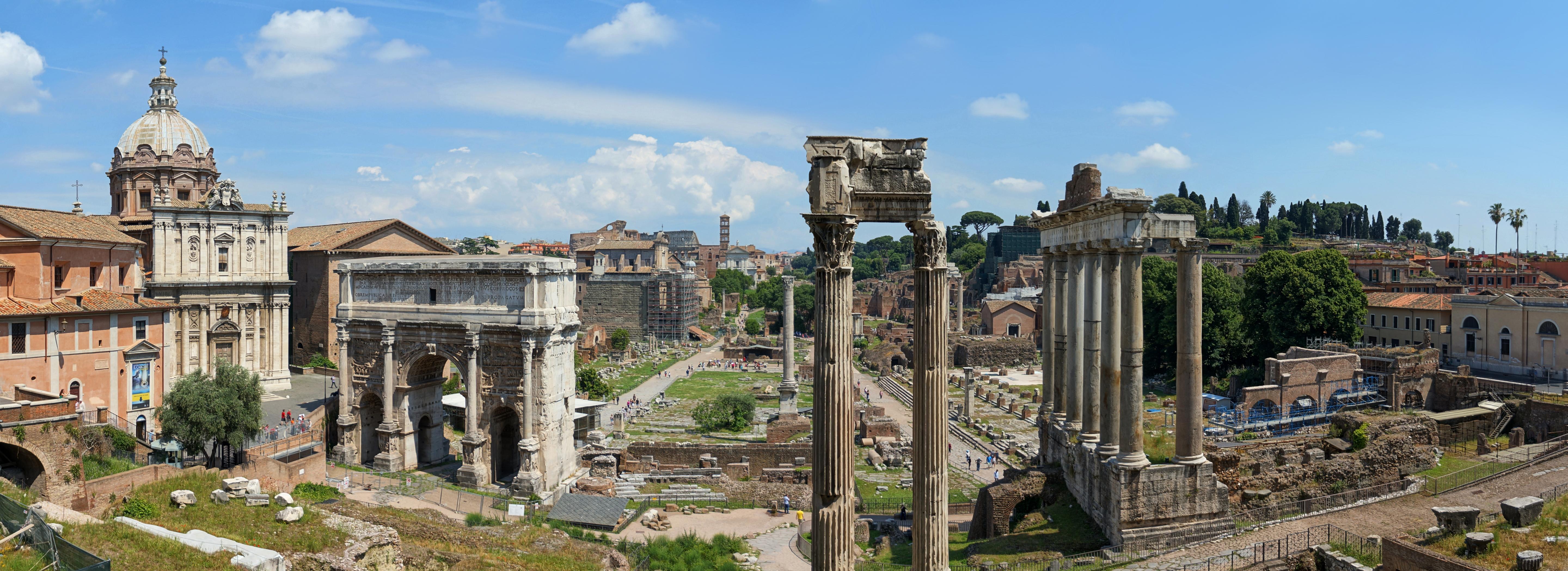
A Forum Romanum romjai ma
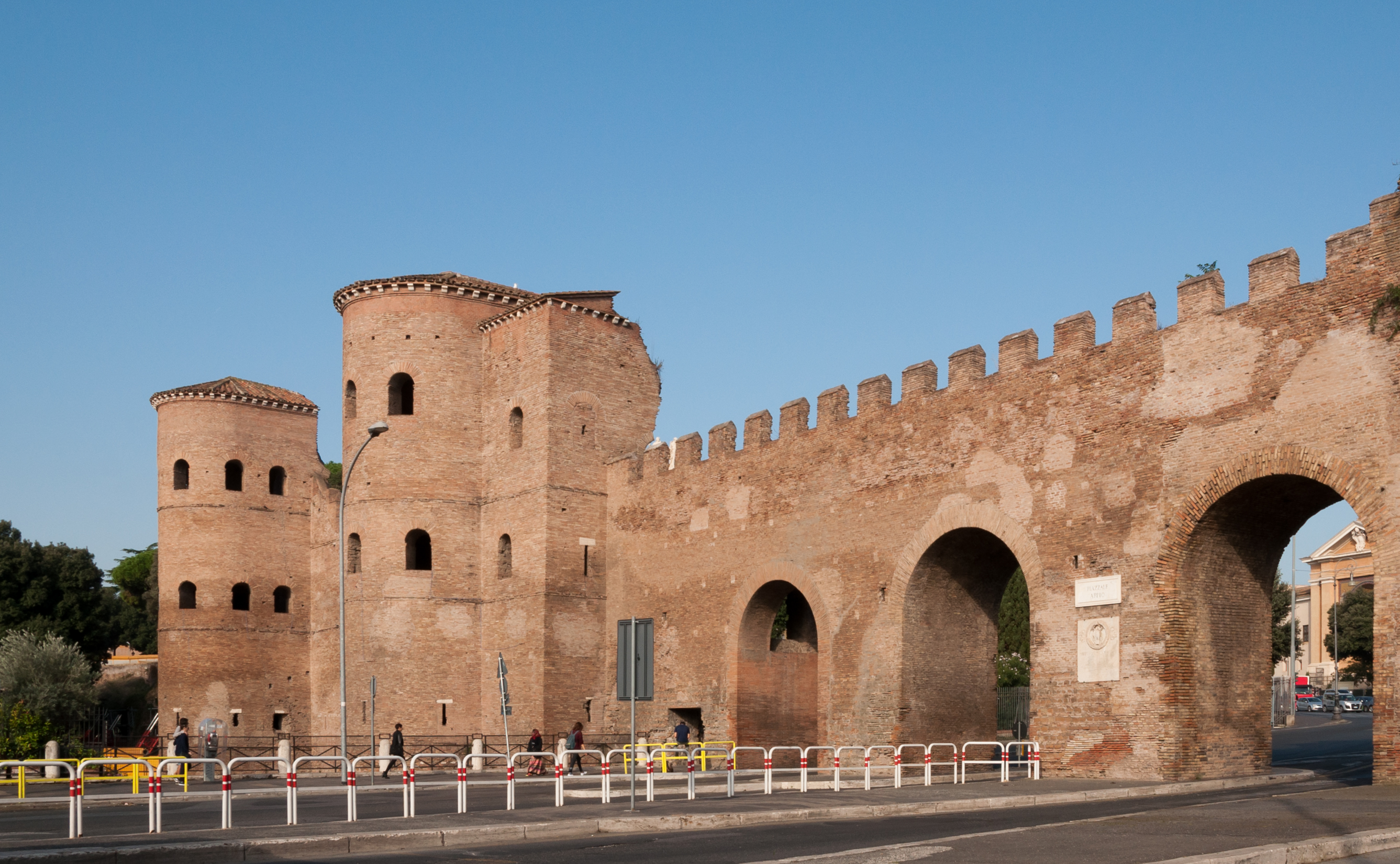
Aurelianus-féle fal
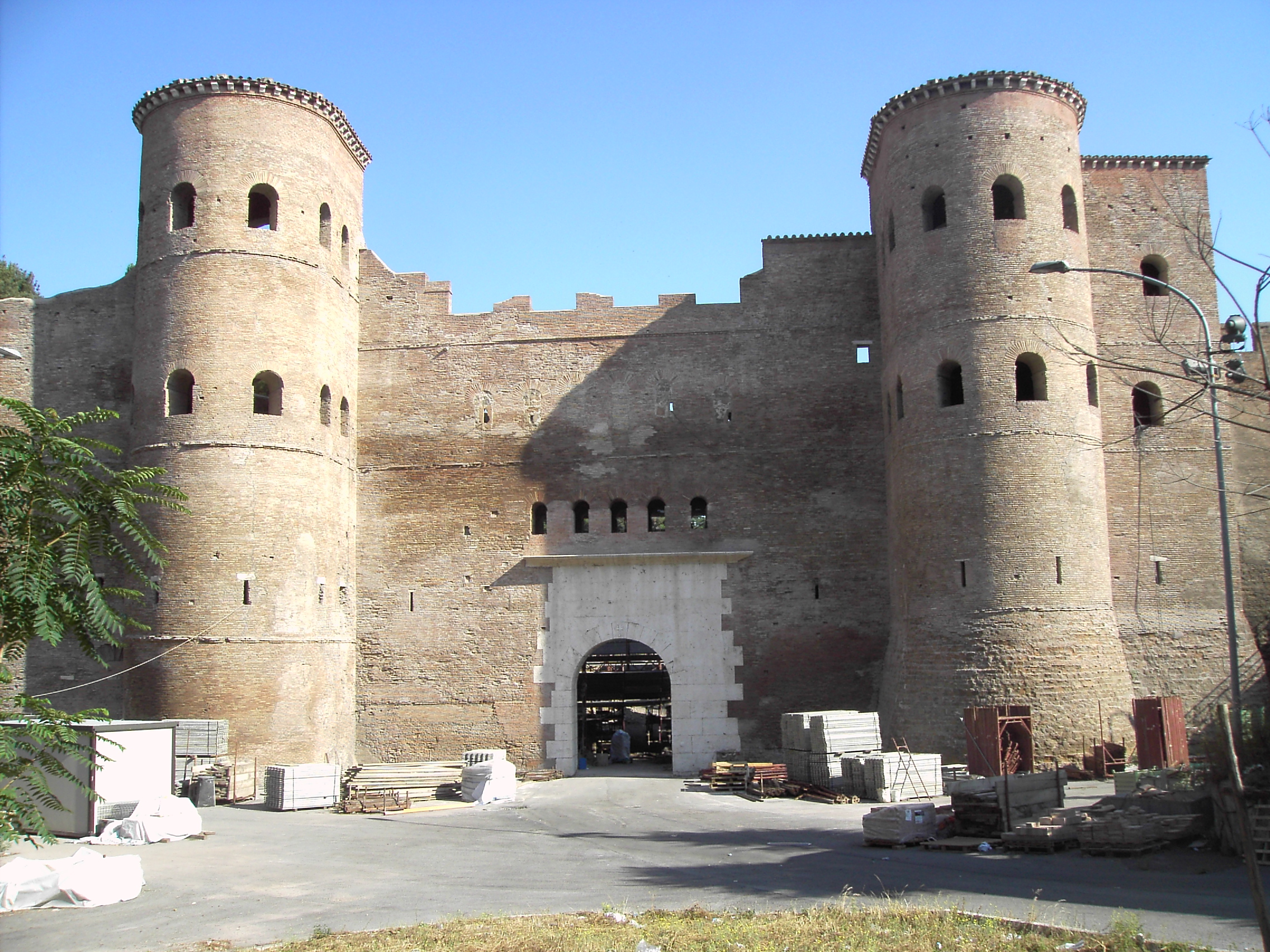
A városfal 3. sz.-ban épült Porta Asinaria kapuja

Róma népessége már időszámításunk kezdetén feltehetően egy millió fő körül mozgott.
Három történészprofesszor becslése alapján a város népessége az időszámításunk kezdetétől 400-igː
|     | Ian Morris (2010) | G. Modelski (2003) | T. Chandler (1987) |
| Év  | Népesség          | Népesség           | Népesség           |
| --- | ----------------- | ------------------ | ------------------ |
| 1   | 1,000,000         | 800,000            |                    |
| 100 |                   | 1,000,000          | 450,000            |
| 180 |                   |                    | 600,000            |
| 200 | 800,000           | 1,200,000          |                    |
| 280 |                   |                    | 500,000            |
| 300 |                   | 1,000,000          |                    |
| 400 | 500,000           | 800,000            |                    |

A pomeriumot Sulla után Caesar, utána Claudius, Vespasianus és Titus, utoljára Hadrianus terjesztette ki.
I. sz. 54–68 között, Nero császár uralkodása idején a nagy dőzsölés, költekezés korszaka jött el. Ekkor történt a nagy római tűzvész, Róma felgyújtása („lanton játszott, míg Róma lángokban állt”), amivel a keresztényeket vádolta a császár, s következményeként a keresztényüldözések következtek. Nero építteti be a Palatinus és az Esquilinus közti területet, amely az alatta dühöngött tűzvész idején elpusztult. Uralkodása alatt épült fel a Domus Aurea.
Vespasianus császár idején elkezdték építeni a Colosseumot.
Hadrianus császár uralkodása alatt a görög minták követése került előtérbe, egyik Augustust követő császár sem tett annyit Rómáért, mint ő, akinek kormányzata egyrészt újjáépítés, másrészt új épületek emelése által jóformán egészen új várost eredményezett. Utódjainak a kiegészítés és a pótlás munkája jutott csupán. Tivoliban villát is építtetett az uralkodó. Diocletianus idejéből fürdők romjai maradtak fenn. I. (Nagy) Constantinus császár korában számos új bazilika és templom épült.
270-ben Aurelianus császár 19 km hosszú fallal vetette körül Rómát, ez az Aurelianus-féle fal még ma is áll. Aurelianus Rómájának 9 hídja és 15 kapuja volt.
A császárság korában maga a város kiterjedése is nagy mértékben megnőtt, hogy lakosságát befogadhassa. Lakosainak számát csak becsülhetjük, feltehető, hogy a Kr. u. évszázadokban kereken 1 millió lakosa volt.
A sok múzeumon és 28 könyvtáron, illetve műgyűjteményen kívül 80 aranyból, 74 elefántcsontból készült szobor és 35 diadalkapu díszítette Rómát.

## Átmenet és hanyatlás
Bár I. Constantinus 330-ban a birodalom székhelyét az új Rómába, Konstantinápolyba tette át, mégis gondoskodott az „örök város" kiépítéséről is.
I. Theodosius császár (379—395) székhelyét Milanóba tette át, majd utódai, Honorius és Arcadius alatt kettéoszlott a birodalom s a nyugati rész, Rómával együtt lassú hanyatlásnak indult.
410-ben a várost kirabolták és végigdúlták a vizigótok. A pusztítást I. Alarich (Kr. u. 410) és Geiserich (Kr. u. 455) kezdték meg, akik azonban még mindig csak kincseket vittek el, az épületeket kímélték. Ezentúl nem csupán barbárok raboltak, hanem azok is, akik az emlékek megőrzésére lettek volna hivatva (Stilicho ellopta a Capitolium bronzajtóit, II. Constans a Circus Maximus diadalkapujának aranyos paripáit).
A császári hatalom hanyatlására jellemző, hogy 452-ben a város ellen vonuló Attilát nem a császár, hanem a pápa, I. Leó fogadta a város falai alatt.
476-ban megszűnt a Nyugatrómai Birodalom. Odovakar utóda, a keleti gót Theoderik fel akarta újítani az antik Rómát, de az állandóan fenyegető barbár veszedelem megakadályozta a békés fejlődést. 547-ben Justinianus császár vezére, Belizár újra fallal vette körül a várost.
A 9. században már eltűnt minden dísz és az 546. évi gót pusztítás után lassan magukra az épületekre is rákerült a sor. A birodalom széthullása, a barbár betörések után már nem volt erő az óriási középületek karbantartására, a bérházak romba dőltek.
Javításról, épségben tartásról szó sem volt, a düledező emlékek anyagát a keresztény templomokra fordították, melyek szabályosan anti
épületrészek inkább csak helyet cseréltek, tehát az utókornak fennmaradtak, a szobrok és márványemlékek könyörtelenül a mészégetőkbe vándoroltak.

## A középkori Róma

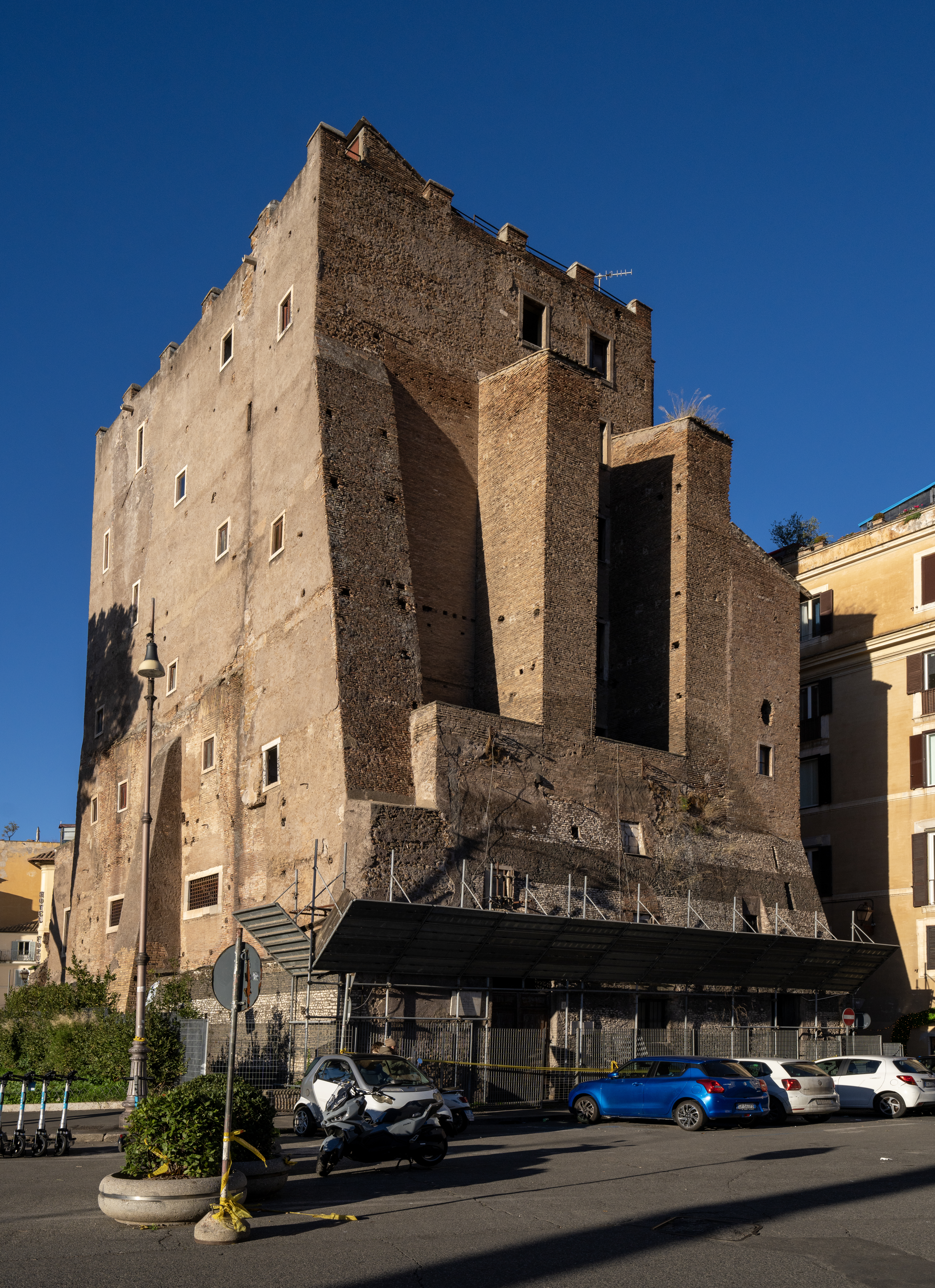
A Torre dei Conti egyike volt annak a sok toronynak, amelyet a középkori római nemesi családok építettek

476-ban megbukott a Nyugatrómai Birodalom és Rómában lassú de feltartózhatatlan hanyatlás indult meg.
A várost sem kímélték a népvándorlás korának rohamai; a gótok több ízben megtámadták és be is vették a várost. A legnagyobb pusztítást azonban Róma saját polgárai vitték véghez, akik hogy az omladozó új házaik helyett új épületeket építsenek, elhordták a márványburkolatok, emlékművek, szobrok, oszlopok kőtömbjeit.
A közművek, vízvezetékek, kutak, csatornák karbantartásával nem foglalkoztak, így azok tönkrementek, az épületek beomlottak, szenny, piszok és sár borította az utcákat és a tereket, az egykori Capitoliumon és dicső Forum Romanumon pedig kecskék és tehenek legeltek.
A 6. század elején Róma népessége már kevesebb mint 100 ezer fő lehetett és tovább csökkent. A 6. század második felétől kezdve a város a Ravennából irányított újdonsült Bizánci Birodalom számtalan városának egyikévé degradálódott.
Az elszegényedett Róma népe a pápában látta azt az ember, aki a várost a tekintélyével megvédheti és vezetheti.
A lombard invázió után a pápák egyensúlyi politikát folytattak a bizánciak, a frankok és a longobárdok között. Az állandó északi longobárd támadások arra kényszerítették a pápákat, hogy Nyugatról kérjenek segítséget. A védelmező szerepet a Frank Birodalom vállalta, miután II. István pápa (752) királlyá szentelte fel III. Pipin frank uralkodót. Miután Pipin legyőzte a longobárdokat, létrejött a pápai állam.
Az észak-afrikai iszlám terjeszkedés át-átcsapott Itáliába is. IV. Leó pápa új falakat emeltetett 850 után az új keresztény városnegyedek, a Borgo köré, így jött létre a Tiberis jobb partján Leóváros. Ez a fal Hadrianus császár hatalmas mauzóleumára, a mai Angyalvárra támaszkodott. E máig is fennálló leói falak kis területe mutatja, hogy milyen csenevész településsé silányodott a hajdani fényes világváros.
A régi Róma legelővé vált, helyén kis falucskák keletkeztek.
846-ban a muszlim arabok (szaracénok) betörtek a város külső részébe és kifosztották a régi Szt. Péter bazilikát is. A város belső részébe való bejutásukat az Aurelianus-fal akadályozta meg.
A következő pápának, IV. Leónak fő feladata volt Róma megvédése az újabb szaracén támadások ellen. Nagy szabású építkezéseket végzett, de a városban 800 körül már csak kb. 20 ezer ember lakott.
A Frank Birodalom felbomlása után Róma a feudális káosz áldozatává vált: több nemesi család harcolt a pápa, a császár és egymás ellen.
A 11. századig a longobárdok, a szaracénok és a normannok további ostromai, támadásai és zsákmányolásai is következtek. A 10. század táján a pusztulás már teljes. A nagy falakon belül már mindenhol fű zöldellt, melyből kifehérlettek a régi épületek egyes kövei, romfalai. A nagy gazos területen néhány elszórt, szegényes település állt és a lakosság egymástól elkülönült kis községekben tengődött.
A 10 században I. Ottó német-római császár uralkodása idején megkezdődött a több mint háromszázéves küzdelem a császárság és a pápaság közt.
III. Ottó  német-római császár (983-1002) aztán annyira megittasult a város hajdani nagyságától, hogy Rómát birodalmi székhelyévé tette, és az Aventinuson építtette fel császári rezidenciáját, arról ábrándozva, hogy visszaállítja a nagy római birodalmat.
A császárok germán származású, Rómában és a környékén megtelepedett hűbéresei pedig mind nagyobb hatalomra tettek szert, az antik romokból erődítményeket emeltek, hogy aztán innen folytassák egymás elleni háborújukat.
1144-ben Róma szabad városnak nyilvánította magát: ez időben a városi hatóságok, a pápaság és a feudális nemesség együttes irányítása alatt állt. A városi hatóságok és a pápai erők között gyakoriak voltak az összetűzések, emiatt az új kommuna életét hosszú időn át ellentétek és éles harcok tarkították.
VIII. Bonifác pápa 1303-ban megalapította az első római egyetemet, ugyanakkor helyi viszályba keveredett családja hagyományos vetélytársai, a Colonnák ellen.
A város hanyatlásának mélypontját a pápák avignoni korszaka (1308–1377) jelentette. Eredetileg az itáliai, különösen a római politikai felfordulás elől menekültek a pápák is Franciaországba. A feudális bárók egymás embereit és birtokát háborgatták, a nép elszegényedett; aki tehette, elköltözött a városból. A város lakosságának száma alig 20 ezer fő körül mozgott.
1378 és 1417 között beállt a nyugati egyházszakadás és ebben a negyven évben a várost is érintette az egyház megosztottsága. Róma újjászületése a reneszánsszal esett egybe. A reneszánsz pápák formailag a nyugati kereszténység fejei, ténylegesen az egyik itáliai fejedelemmé váltak a sok közül. Nem túlzottan izgatta őket, hogy a török hatalom ebben az időben már elnyeli Kelet-Európát, Róma kiépítése sokkal fontosabb volt a szemükben.

## A reneszánsz és barokk kor

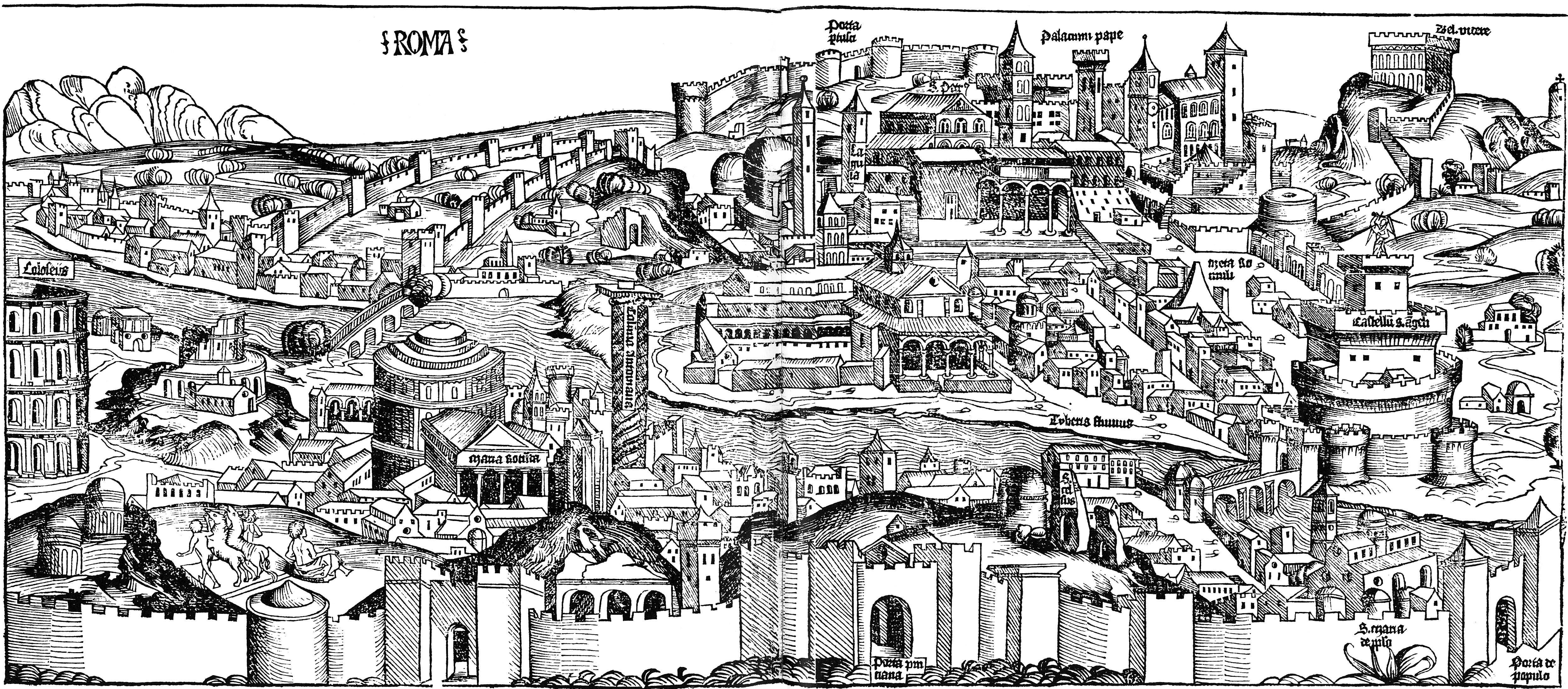
Róma 1493-ban, a Nürnbergi Krónika ábrázolásán

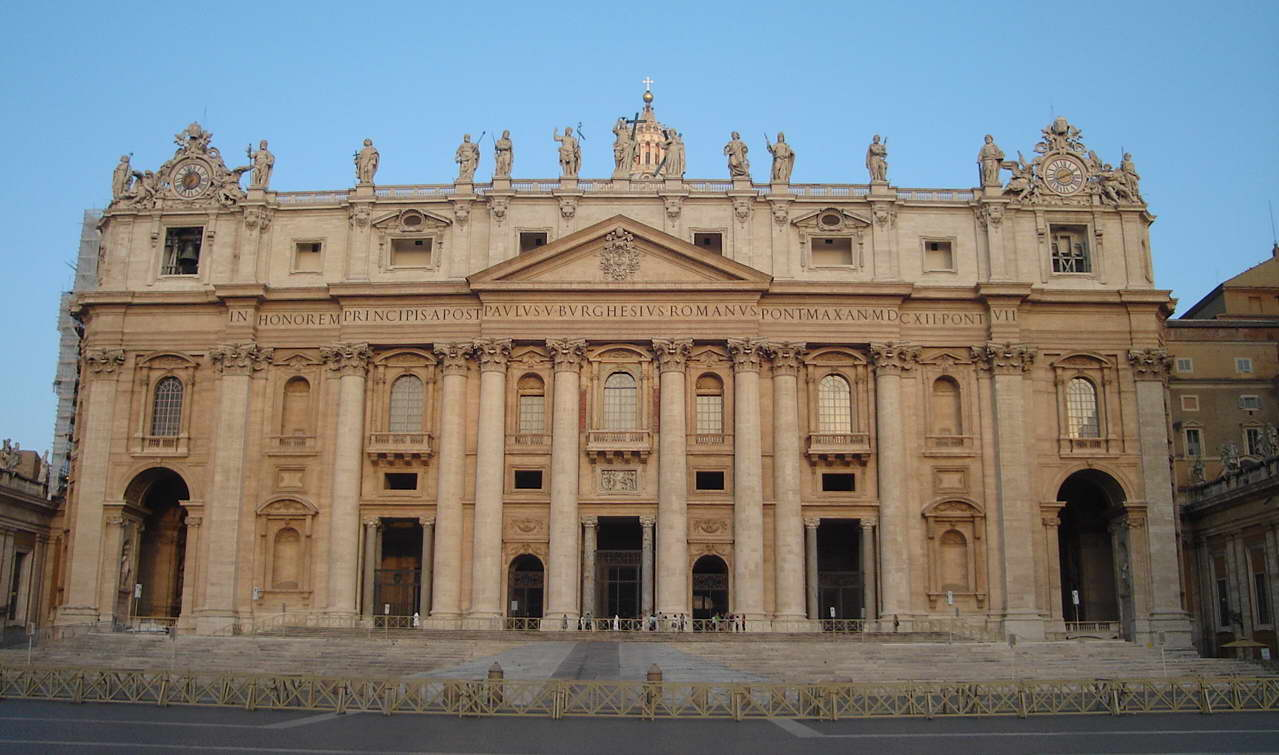
A Szent Péter-bazilika

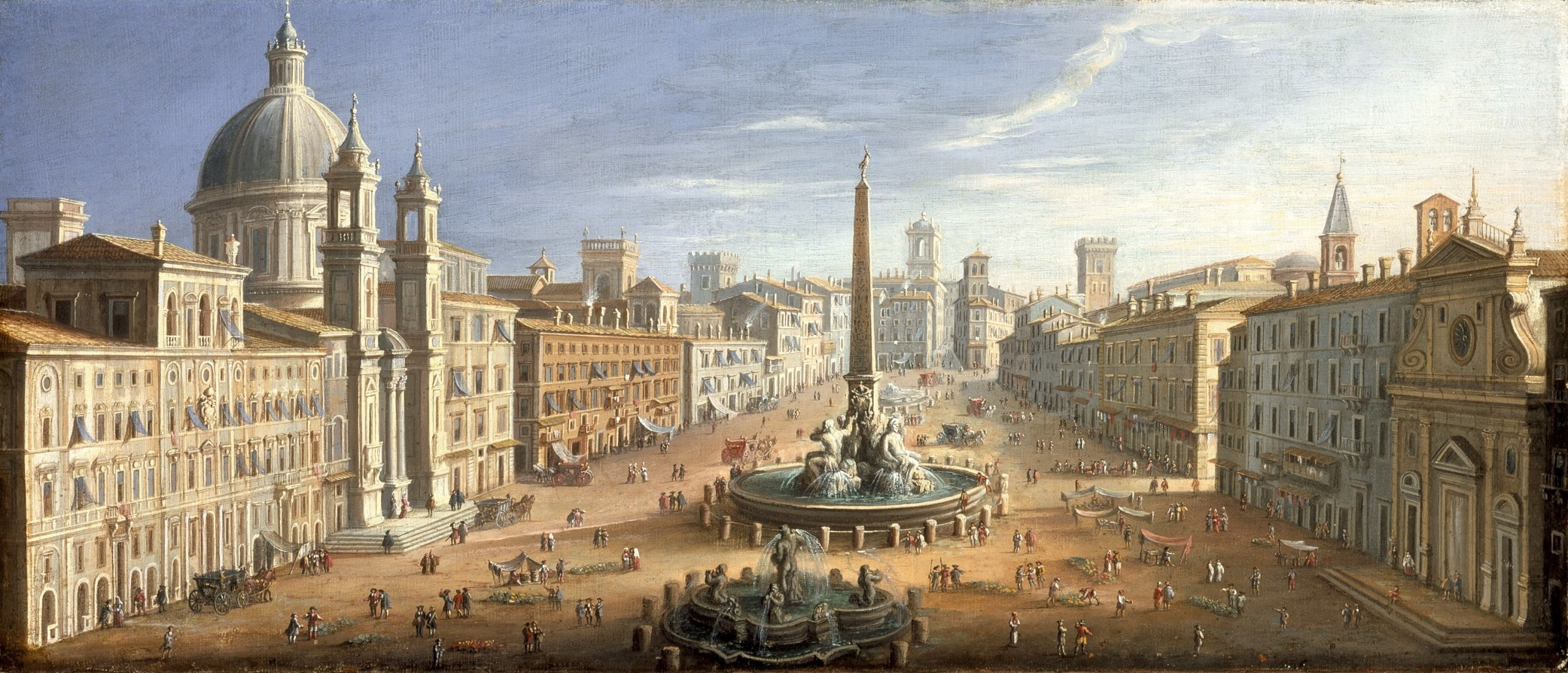
Róma 1750 körül, Hendrik Frans van Lint (1684–1763) festménye

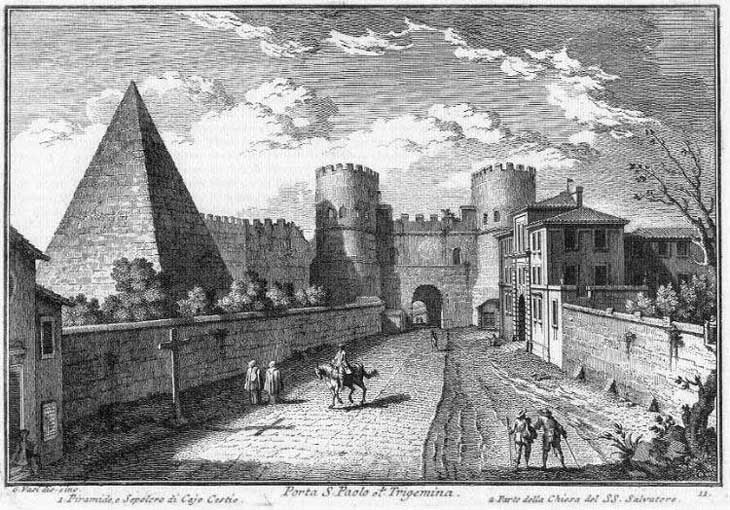
A Porta S. Paolo a 18. században

A reneszánsz fordulatot hozott a város életében, újra virágzásnak indult Róma: a kereskedelem fejlődése, a pénzforgalom, a hatalom centralizálódása révén. Megszilárdult a pápaság hatalma, kiépült az adminisztráció. V. Miklós, II. Gyula és X. Leó pápa a pápaság központjához méltó várost álmodtak meg. A Mars-mező és a Tiberis kanyarulatában felépült a romok felett egy reneszánsz város. Fontana építészmester (1543–1607) tervei alapján öt útvonalat építettek a középkori város felé, három sugárutat pedig a zarándokok miatt vezettek be Róma irányába. 1520 körül már 50 000 lakost számlált. A bíborosok és régi arisztokrata családok egymással versengtek az építkezések terén, így sorra paloták és templomok születtek.
Az új építményeken reneszánsz mesterek sora dolgozott: többek közt Michelangelo, Raffaello, Bramante, Benvenuto Cellini hagyta keze nyomát a műalkotásokon. 1506-ban Bramante megkezdte az új Szent Péter-bazilika építését, melyen a 
a kor legnagyobb olasz építészei dolgoztak. 1541-ben leleplezték a Capella Sístinában Michelangelo Utolsó ítéletét; Rafael pedig Róma föld alatti romjai között talált freskók motívumait vitte napfényre a vatikáni Loggiák freskóiban. 
Az itáliai háborúk során 1527-ben, VII. Kelemen pápasága alatt V. Károly császár német és spanyol zsoldosai elfoglalták és egy teljes hónapon át pusztították a várost, leölték lakosságának felét, elrabolták műkincseinek legnagyobb részét (Sacco di Roma).
Mivel az ellenreformáció a világegyházat tűzte ki célul, Rómának a diadalmaskodó katolikus egyház példájává kellett válnia: a Vatikán kiépítése ezen igény alapján keletkezett. A barokk szorosan kapcsolódik Róma világhatalmi törekvéseinek új, sajátos formában való feltámadásához.
V. Szixtusz pápa tervszerű városfejlesztést kezdeményezett, Róma lakossága túlnőtte Velencéét. A dombok külső pereme kezdett kiépülni s két barokk tér is született, a Piazza Barberini és a Piazza di Spagna. Különösen két mesterhez fűződik Róma pompás épületeinek, tereinek, szökőkútjainak kiépítése: Borromini és Bernini életműve kapcsolódik szorosan a városhoz.
A 16. század II. felében építette fel az első barokk templomot Vignola (Gesú). A 17. sz.-ban Bernini, s mások pompás kutakkal díszítették Rómát (Fontana Trevi, Fontana déllé Tartarughe stb.). 
A 16. század vége — 18. sz. eleje a palotaépítés virágkora. Ekkor épült az új lateráni palota (Fontana műve), a Quirinale (Fontana, Ponzio és Nanei alkotása), Chigi-palota (Delia Porta és Della Greea műve).
A 18. sz. nagy pápái, XI. Kelemen (1700— 1721), majd a század végén VI. Piusz (1775— 1799) a művészet mecénásai voltak. 

## 19. század
Ebben az időben Róma utcái keskenyek és kanyargósak voltak; egyedül a Corso, a Babuino és Ripetta nevű utcák voltak egyenesek és elég szélesek. Majd a 19. század végén a Piazza delle Ferméről kiinduló Via Nazionale és a Corsót átszelő és a Tiberishez vezető Corso Vittorio Emmanuele-t széles és élénk forgalmú utcákat alakították. A Tiberis folyón tíz híd vezetett át, melyek közül három nagyobb részében ősi eredetű volt.
A mintegy négyszáz, szebbnél szebb temploma közül az első helyet foglalja el az a hét bazilika, amelyek századok óta a keresztény világ búcsújáró helyei voltak. Ezek : 
- San Pietro in Vaticano (Vatikán),
- San Paolo fuori le mura,
- Lateráni bazilika (San Giovanni in Laterano) (Laterán),
- Sta Maria Maggiore,
- Sta Croce in Gerusalemme,
- San Lorenzo fuori le mura
- San Sebastiano.

1870. szeptember 20-án az olasz királyi csapatok áttörésével vége lett a pápai uralomnak Rómában, és új korszak nyílt meg a város életében. A királyság Rómát korszerű fővárossá akarta tenni, hatalmas épületek születtek ennek jegyében. Ekkor szabályozták a Teverét is.
Sok antik és középkori értéket eltüntettek, ráépítkeztek, és az értékek a föld mélyére kerültek.
1861-ben 184 ezer fő lakosa volt, majd a 19-20. század fordulóján mintegy 460 ezer.

## 20. század

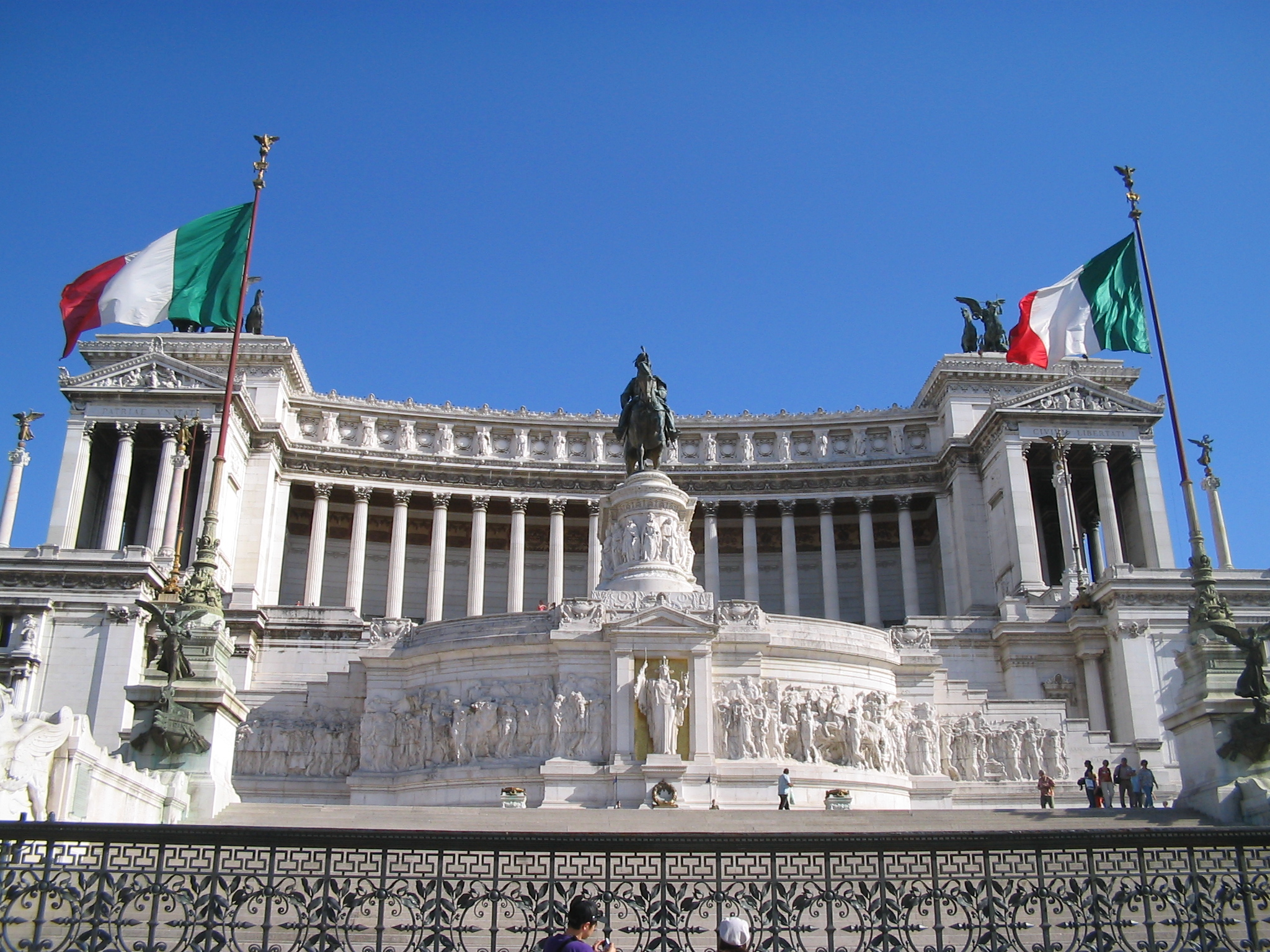
A II. Viktor Emánuel-emlékmű

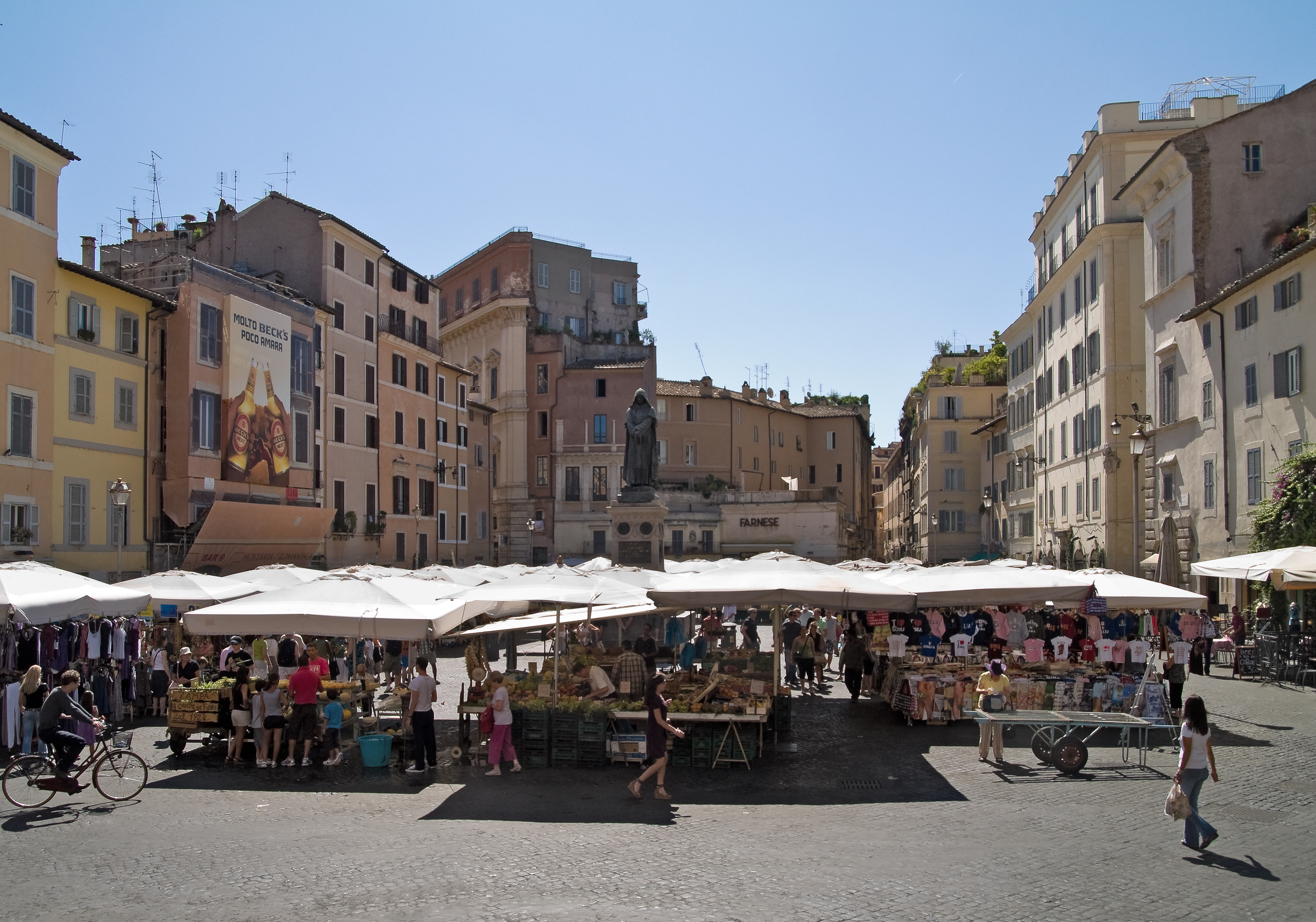
Piac a Campo dei Fiorin

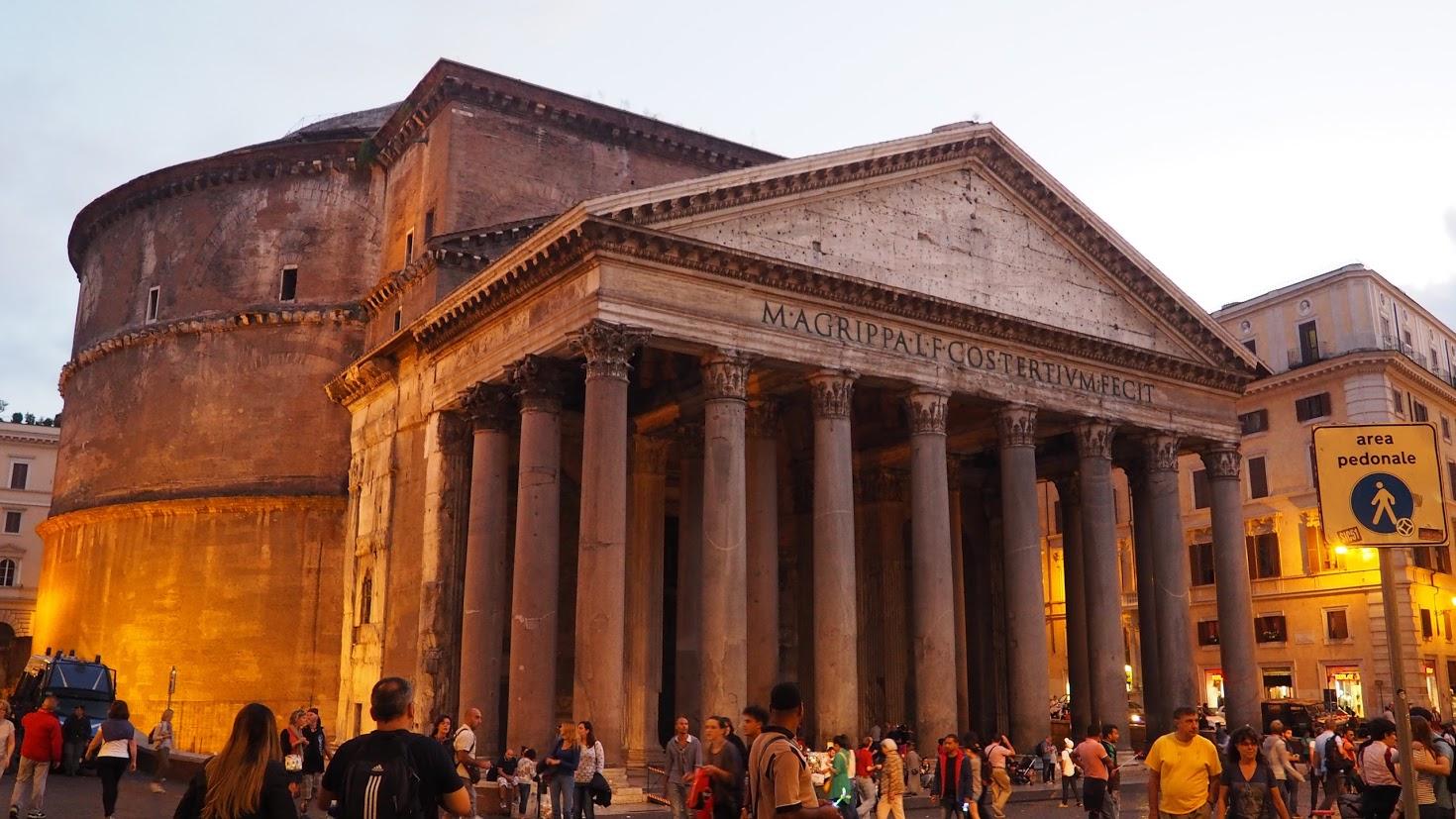
A Pantheon

A 20. század elején Róma építészete a neobarokk stílus hatása alá került. Ennek az irányzatnak legjellegzetesebb és leghatalmasabb méretű alkotása a Viktor Emánuel emlékmű. 
Egy egész városrész lebontásával az 1910-es évek elején épült fel a hatalmas II. Viktor Emánuel-emlékmű a Piazza Venezia és a Capitolium mellett, márványnál is vakítóbb fehér mészkőből.
1922. október 28-án fasiszta csapatok vonultak be Rómába (marcia su Roma). Benito Mussolini álma a régi Római Birodalom feltámasztása volt, és az olasz fővárost a világ csodájának akarta tudni: „Rómát az egész világnak csodálnia kell”.
1929-ben az olasz állam a lateráni egyezmény keretében kiegyezett a Vatikánnal, a mai Vatikánváros e dátum óta létezik. Mussolini óriási palotát óhajtott magának a Forum mellett, de tervei nem váltak valóra.
A fasiszta uralom azonban nagymértékben átalakította Róma képét: nagyszabású ásatások a császári fórumok számos ismeretlen remekművét hozták napfényre, mellettük kiépült a Via dell’Impero, számos köz- és magánépület emelkedett a modem olasz építészet monumentálisán egyszerű stílusában.
Ebben az időszakban kezdték el azonban egy új városnegyed, az EUR felépítését, leromboltak 15 templomot, illetve rengeteg középkori ház vált a munkálatok áldozatává.
Az 1942-re tervezett világkiállítás számára szinte külön városrész épült.
1940-ben az Olasz Királyság a tengelyhatalmak oldalán, Franciaország megtámadásával belépett a második világháborúba. A háború első éveiben Rómát nem érte bombatámadás. Azonban az amerikaiak szicíliai partraszállása után, 1943. július 17-én nagy bombatámadást hajtottak végre: a San Lorenzo-negyed (a templom is) súlyos károkat szenvedett, és majdnem ezer halálos áldozat volt. A következő napon a Fasiszta Nagytanács leváltotta Mussolinit, akit őrizetbe is vettek. A németekkel azonban hivatalosan csak szeptember elején fordultak szembe. 1943. szeptember 7-től 9-ig a délről érkező német csapatokat heves ellenállás fogadta. Ennek leverése után a németek megszállták Rómát. Októberben kb. nyolcezer zsidót elhurcoltak. Sok száz zsidó menekültet a Vatikánban bújtattak el. 1944. június 4-én végül a szövetségesek elfoglalták várost, kiűzve a német csapatokat.
A II. világháború után a város rohamos fejlődésnek indult. 1957-ben Rómában írták alá a római szerződést, mellyel megalakult az Európai Gazdasági Közösség.
1960-ban a metropolisz otthont adott a XVII. nyári olimpiai játékok rendezvényének. A korszak két nagy befektetést igénylő építkezése a Roma Termini és az Olimpiai Stadion létrehozása volt.
1990-ben ismét a sportvilág eseményeivel tűnt ki, itt rendezték a labdarúgó-világbajnokságot.
2000-ben Róma a zarándokok városa lett egy esztendőn keresztül, amikor II. János Pál pápa megnyitotta az újabb Szent Évet (jubileum).
| Év   | Népesség  |
| ---- | --------- |
| 1901 | 422 000   |
| 1931 | 931 000   |
| 1951 | 1 650 000 |
| 1981 | 2 840 000 |
| 2001 | 2 663 000 |

## Fordítás
- Ez a szócikk részben vagy egészben  a   Storia di Roma című olasz Wikipédia-szócikk fordításán alapul.  Az eredeti cikk szerkesztőit annak laptörténete sorolja fel. Ez a jelzés csupán a megfogalmazás eredetét és a szerzői jogokat jelzi, nem szolgál a cikkben szereplő információk forrásmegjelöléseként.